# Nachtweidesee (Kahl am Main)
Der Nachtweidesee, auch Griessee oder Kahler See genannt, ist ein Baggersee bei Kahl am Main im Landkreis Aschaffenburg in Unterfranken. Der Name Kahler See wird fälschlicherweise oft auch für den See Freigericht-Ost (Kahler Campingsee) verwendet.

## Beschreibung
Der Nachtweidesee liegt am Rande der Gemeindegrenze von Kahl zwischen dem Unterwald und dem Prischoß. Südlich verläuft eine Straße in Richtung Hörstein. Der gut 12 ha große See gehört zu den Vorspessartseen, die wiederum ein Teil der Kahler Seenplatte sind. Er ist ein Baggersee, der aus der Kiesgrube Gries entstand. Der Nachtweidesee ist nicht komplett umzäunt und somit frei zugänglich. Im See ist das Baden verboten; er wird jedoch immer wieder zum Wildbaden genutzt. Vom angrenzenden Neufeldsee besteht ein Überlauf zum Nachtweidesee. Das gesamte Gelände um den See ist als Wasserschutzgebiet ausgewiesen. Am südlichen Ufer wird ein Grundwasser fördernder Trinkwasserbrunnen betrieben.